# Бистроістоцький район
Бистроісто́цький район (рос. Быстроистокский район) — район у складі Алтайського краю Російської Федерації.
Адміністративний центр — село Бистрий Істок.

## Населення
Населення — 8633 особи (2019; 10150 в 2010, 12484 у 2002).

## Адміністративний поділ
Район адміністративно поділяється на 8 сільських поселень (сільських рад):
| Поселення                      | Площа, км² | Населення, осіб (2002) | Населення, осіб (2010) | Населення, осіб (2019) | Центр         | Населені пункти |
| ------------------------------ | ---------- | ---------------------- | ---------------------- | ---------------------- | ------------- | --------------- |
| Акутіхинська сільська рада     | 491,97     | 1606                   | 1241                   | 964                    | Акутіха       | 2               |
| Бистроістоцька сільська рада   | 72,08      | 4490                   | 3852                   | 3272                   | Бистрий Істок | 1               |
| Верх-Ануйська сільська рада    | 165,57     | 1610                   | 1274                   | 1044                   | Верх-Ануйське | 2               |
| Верх-Озернинська сільська рада | 304,68     | 756                    | 500                    | 428                    | Верх-Озерне   | 1               |
| Новопокровська сільська рада   | 160,43     | 1191                   | 989                    | 882                    | Новопокровка  | 1               |
| Приобська сільська рада        | 213,41     | 1067                   | 858                    | 749                    | Приобське     | 1               |
| Усть-Ануйська сільська рада    | 279,05     | 472                    | 301                    | 225                    | Усть-Ануй     | 1               |
| Хліборобна сільська рада       | 244,37     | 1436                   | 1264                   | 1069                   | Хліборобне    | 3               |

- 2010 року до складу району була передана Солдатовська сільська рада Петропавловського району[4].
- 2011 року ліквідована Солдатовська сільська рада, територія увійшла до складу Акутіхинської сільради[5].

## Найбільші населені пункти
Нижче подано список населених пунктів з чисельністю населенням понад 1000 осіб:
| № | Населений пункт | Населення, осіб (2002) | Населення, осіб (2010) |
| - | --------------- | ---------------------- | ---------------------- |
| 1 | Бистрий Істок   | 4490                   | 3852                   |
| 2 | Верх-Ануйське   | 1562                   | 1255                   |
| 3 | Акутіха         | 1462                   | 1112                   |